# 宇宙騎士
《宇宙騎士》（日語：、英語：Tekkaman: The Space Knight）是龙之子制作公司制作的科幻动画。由朝日电视台于1975年7月2日至12月24日播放共26集。

## 故事
21世紀時候人類能来回宇宙了，但地球卻因為公害有可能在數年內滅亡。所以进行清潔地球計劃（クリーン・アース計画）但失敗，要是传出會造成大混亂。宇宙開發中心的天地局長就隱瞞了消息且研究能將全人類移到其他星球的超光速航行法，却在此時惡黨星團來侵略地球。地球人南 城二就用能提升人體能力的裝置，名为技術組合系統来變成Tekkaman来保護地球。

## 主要人物

### 宇宙騎士
南城二（南城二）
　　聲優：森功至
　　本作主角。名字的由來是「南十字星」。少數能夠變身成鐵甲人的人類。擁有這股力量的他，投身於對抗企圖入侵地球的敵人惡黨星團「瓦爾達星」的戰鬥中。
　　城二的性格直率，對不同意見的人傾向於使用暴力來壓制對方。在後來，由於他的父親被惡黨星團殺害，使他對異星人懷有偏見和仇恨，這起事件深深地刻在心中。於是在他擁有能夠變身成鐵甲人的力量時，一度想利用這個能力報仇，也曾因此受到天地的譴責。起初，他與安德洛之間的關係也相當緊張。
　　最後一集中，為了阻撓敵方毀滅地球的企圖，城二將超光速航法的測試和行星探索的任務託付給隊友，並主動出擊拖延時間，讓藍色地球號內的隊友有足夠的時間行動。
　　宇宙騎士的隊長，因為擁有變身鐵甲人的能力，同時也是先鋒隊長。
天地廣美（天地ひろみ）
　　聲優：上田みゆき
　　天地局長的女兒，也是城二的戀人。在宇宙開發中心與城二共事，經常一起行動。即使成為太空騎士，她的地位並未改變。
　　她外表看起來文靜，實際上內心充滿正義感。在最終一集中，她面臨著一個極端的選擇：拯救城二還是進行「超光速航法」。在經過與城二的談話和安德魯的勸說後，她選擇了出發以尋找「第二個地球」。
安德洛·梅田（アンドロー梅田）
　　聲優：山田康雄／野澤那智（タツノコファイト）
　　擁有金髮捲曲的爆炸頭。性格則傾向於悲觀。在成為太空騎士之前，他的個人服裝風格融合了拉丁元素。
　　來自聖諾星移民船隊的生還者。聖諾星因火山爆發頻繁，噴發的火山灰遮擋了陽光，使聖諾星進入冰河時期。星球居民為了尋找新家園而踏上了旅程，但移民船隊在探索的過程被惡黨星團摧毀。
　　安德洛具有豐富的宇宙和異星人知識，以及非常強大的戰鬥能力。就像惡黨星團的宇宙忍者一樣，他可以變成發光的「影」，穿越牆壁進行高速移動，甚至可以摧毀機器人等等。除此之外安德洛擁有怪力和瞬間移動，使他與地球人有顯著的不同，並在多次拯救天地局長免於刺客襲擊。
　　名字的來源是「仙女座星系」。
姆丹（ムータン）
　　聲優：小宮和枝
　　聖諾星的突變體。姆丹的外型與小動物造型的毛絨玩具相似，但擁有與人類相當或更高的智慧。它和安德洛一樣可以變成「影」，並且具有透過眼睛發射紅外線和敏銳聽覺等超能力，可以用來進行偵察等活動。與同鄉的安德洛關係良好，經常與宇宙騎士的成員廣美一起行動。
　　名字來源是突變型（Mutant）。

### 地球
天地宗藏（天地宗蔵）
　　聲優：內海賢二
　　宇宙開發中心的局長。名字來源是「天地創造」。城二的父親－－南恒星是他的老朋友。平常穿著雙排扣的西裝。
　　地球因為公害瀕臨毀滅，為了拯救人類，宗藏提出了尋找「第二個地球」，和以遷移為目的的「宇宙前線計劃」。同時保護人類免受惡黨星團的襲擊，他親自組建了宇宙騎士隊。宗藏除了是鐵甲人的開發者，也致力於開發超光速航法，全心全意投入宇宙前線計劃。
南恆星（南恒星）
　　聲優：鈴木泰明
　　南城二的父親，是宇宙船 Space Angel 號的船長。然而，在第一集中，他在惡黨星團瓦爾達星的襲擊中英勇戰死。

### 瓦爾達星
宇宙帝王多布萊伊（宇宙帝王ドブライ）
　　聲優：桑原たけし
　　他是瓦爾達團的頂點存在。他的形態與人類不同，也有關於他是否是一種能量生命體的猜測。多布萊伊總是以影像的方式出現，實體未知。
朗波斯（ランボス）
　　聲優：瀧口順平
　　惡黨星團瓦爾達星的團長。外型是一個黃色矮小的異星人。個性冷酷傲慢，但面對宇宙帝王多布萊伊時卻非常卑微。每當計劃失敗時，朗波斯都會跪在地上道歉，並說著「對餔幾（ごめんなちゃい）」，展現出滑稽的一面。

## 主題曲
片頭曲「テッカマンの歌」
作詞：竜の子プロ文芸部，作曲：小林亞星，編曲：ボブ佐久間，歌：水木一郎
片尾曲「スペースナイツの歌」
作詞：竜の子プロ文芸部，作曲：小林亞星，編曲：ボブ佐久間，歌：水木一郎、コロムビアゆりかご会

## 各話列表
| 話數 | 標題                       | 劇本                 | 演出       | 美術       |
| ---- | -------------------------- | -------------------- | ---------- | ---------- |
| 1    | 太陽の勇者                 | 鳥海尽三             | 鳥海永行   | 野々宮恒男 |
| 2    | 悪党星団ワルダスター       | 酒井あきよし         | 笹川ひろし | 野々宮恒男 |
| 3    | 影狩り宇宙人               | 陶山智               | 西牧秀雄   | 小杉光芳   |
| 4    | スペース・ナイツ誕生       | 永田俊夫、鳥海尽三   | 原征太郎   | 野々宮恒男 |
| 5    | アステロイド大作戦         | 永田俊夫             | 鳥海永行   | 小杉光芳   |
| 6    | 月面アリ地獄               | 久保田圭司           | 笹川ひろし | 野々宮恒男 |
| 7    | 宇宙輸送船K432             | 久保田圭司           | 鳥海永行   | 小杉光芳   |
| 8    | 宇宙の食人草               | 久保田圭司           | 笹川ひろし | 小杉光芳   |
| 9    | 宇宙忍者シノビーノ         | 郡幸司               | 鳥海永行   | 野々宮恒男 |
| 10   | わんぱくテッカマン隊大活躍 | 永田俊夫             | 原征太郎   | 小杉光芳   |
| 11   | 失われた宇宙船             | 堀田史門             | 鳥海永行   | 野々宮恒男 |
| 12   | 激突! ロボット軍団         | 坂本ひろし、鳥海尽三 | 九里一平   | 小杉光芳   |
| 13   | 決死の宇宙海戦             | 永田俊夫             | 鳥海永行   | 野々宮恒男 |
| 14   | せまる巨大惑星             | 久保田圭司           | 九里一平   | 野々宮恒男 |
| 15   | 地球人ぜんめつ作戦         | 永田俊夫             | 九里一平   | 小杉光芳   |
| 16   | ミクロ・アリ星人           | 田口章一             | 大貫信夫   | 野々宮恒男 |
| 17   | 宇宙怪鳥ヒヨクダー         | 久保田圭司           | 九里一平   | 野々宮恒男 |
| 18   | 大回転・テックランサー     | 永田俊夫             | 鳥海永行   | 小杉光芳   |
| 19   | 宇宙ランド作戦             | 久保田圭司           | 大貫信夫   | 野々宮恒男 |
| 20   | 宇宙ロボット・ガニラ       | 永田俊夫             | 鳥海永行   | 野々宮恒男 |
| 21   | 対決! ぼうけん少女         | 久保田圭司           | 原征太郎   | 小杉光芳   |
| 22   | アンドロー危機いっぱつ     | 堀田史門             | 大貫信夫   | 野々宮恒男 |
| 23   | ボルテッカ三段返し         | 久保田圭司           | 鳥海永行   | 小杉光芳   |
| 24   | 砕け! 魔のお化けメカ       | 陶山智               | 九里一平   | 野々宮恒男 |
| 25   | ちびっ子勇者の挑戦         | 永田俊夫             | 鳥海永行   | 小杉光芳   |
| 26   | 勝利のテッカマン           | 陶山智、鳥海永行     | 鳥海永行   | 野々宮恒男 |

## 工作人員
- 製作：吉田竜夫
- 原作：龍之子製作公司
- 企画：鳥海尽三（日语：鳥海尽三）、陶山智
- 音樂：ボブ佐久間（日语：ボブ佐久間）
- 美術監督：中村光毅（日语：中村光毅）
- SF考證：小隅黎
- 製作人：九里一平（日语：九里一平）、宮崎慎一（日语：宮崎慎一）（NET）
- 總導演：笹川浩、鳥海永行（日语：鳥海永行）
- 角色設計：天野嘉孝
- 作畫監修：二宮常雄
- 機械設計：大河原邦男
- 色彩設計 - 岡嶋国敏
- 編集：谷口肇
- 演出助手：広川和之
- 錄音導演：本田保則（日语：本田保則）
- 製作：NET電視台、
- 協力製作：第一広告社

補充：
   製作人宮崎慎一在後期開始被列入製作人名單。至於片頭和片尾曲，原本的電視台標誌是，但這個名稱只在NET電視台的節目中表明了一次。